# Arecales
Ordre
Familles de rang inférieur
- Arécacées
- Dasypogonaceae

L'ordre des Arecales est un ordre de plantes monocotylédones.
En classification classique de Cronquist (1981) il ne comprend qu'une seule famille :
- Arécacées ou Palmacées (famille du cocotier, du palmier à huile, du palmier-dattier et de bien d'autres).

En classification phylogénétique APG II (2003) et classification phylogénétique APG III (2009) la circonscription est identique.
En classification phylogénétique APG IV (2016) il faut y ajouter les Dasypogonaceae.